# 가즈프로마비아
가즈프로마비아(Gazpromavia Aviation)는 러시아 모스크바에 본사를 둔 항공사이다. 주로 석유 및 가스 산업을 지원하기 위해 여객 및 화물 전세선을 운영한다. 또한 모스크바에서 출발하는 정기 국내선 항공편과 국제 전세 여객 및 화물 서비스도 운영하고 있다.

## 역사
이 항공사는 1995년 3월에 설립되어 1995년 4월 16일에 운항을 시작했다. JSC 가스프롬 러시아가 전체 지분을 소유하고 있으며 직원 수는 2,736명이다(2007년 3월 기준).